# 過剰消費
過剰消費（かじょうしょうひ、overconsumption ）とは、人類が天然資源を持続可能な生産力を超えて消費している状態をいう。この用語は必ずしも統一された定義を持っているわけではないが、 ここでは辞書などで定義されている意味、例えば「アルコールの過剰消費はアルコール中毒につながる」といった単純な文字通りの意味ではなく、「天然資源を地球環境に悪影響を与えるまで消費した」という意味で使われる場合について述べる。しばしばそれは過剰利用（overuse）という用語と同義である。天然資源とくに化石燃料の過剰消費はわずか100年ほどのことだがすでに地球温暖化やプラスチック汚染などの壊滅的な地球環境悪化を引き起こした。
現行のグローバル経済は過剰消費をいくつかの要因によって促進している。過剰消費が続くと最終的には資源の基盤が失われる。過剰消費は、消費主義・計画的陳腐化・その他の持続不可能なビジネスモデルといった強制力を含む、現在の世界経済の多数の要因によって引き起こされ、持続可能な消費と対極にある。
過剰消費の議論は、人口規模とその増加・人間開発のそれと似通っている。つまりより多くの人々がより高い生活の質を求めることで、より多くの資源を搾取する必要が生じ、それに次ぐ気候変動や生物多様性の喪失などの環境破壊が引き起こされる。2008年の論説によれば富裕国の住民は発展途上国の住民の約32倍の速さで資源を消費した。発展途上国も急速に購買力をつけており、アジア・アメリカ・アフリカの諸都市を含むグローバルサウスは、2030年までに消費増加の56%を占めると予想されている。すなわち現在の傾向が続く場合、相対的な消費の割合がこれらの途上国に移っていく。
過剰消費は、気候変動の原因としてむしろ人口増加よりも非難されるべきものである。とりわけ過剰消費生活習慣の富裕層はカーボンフットプリントが極めて大きく、最も裕福な10%の人間が全温室効果ガスの約半分を排出している。2021年の論文では、77億人もの世界人口が天然資源の消費と交通輸送による温室効果ガスの排出など様々な形で気候変動を引き起こしているとしているが、温室効果ガス排出量の90%は世界の富裕層による過剰消費が原因であり、環境税や炭素価格政策、その他の政策を通じて是正できるとしている。
2024年のNature誌に発表された研究によると、地球の限界超過責任の31～67％と51～91％は、先進国と発展途上国の消費者のそれぞれ上位10％と20％にある。上位20％の消費者が環境への影響が最も低い消費習慣をとるだけで地球環境圧力を25～53％削減できるとし、地球の限界の侵害の対処には、支出額の多い消費者すなわち過剰消費者に焦点を当てる必要があることを強調している。
また別の2024年の研究では、「すべての人を豊かにする」には（過剰消費につながるような）経済成長は全く必要なく、2050年に予測される世界人口85億人が適正な生活水準を享受するために必要な資源とエネルギーは、現在の世界全体の消費のわずか30%で十分としている。

## 原因

### 経済成長
経済成長はその維持のためさらに大きな資源投入を必要とし過剰消費を引き起こす。中国ではGDPは1978年から急激に増加しエネルギー消費量も6倍に増加し 、わずか5年後1983年までに中国は過剰消費を引き起こした。 以来40年間、中国は著しい経済成長とともに、大気汚染、土地劣化、および再生不能資源の枯渇が著しく増加した。 他の急速に発展している国々も同様の経緯をたどるかは2023年現在わかっていないが、2005年の「The State of the World」報告書でWorldwatch Instituteは、経済が急成長している中国とインドおよびアメリカが地球の生態圏影響の３大勢力で、中国とインドの経済成長は深刻な汚染の現実を浮き彫りにしたとし「中国、インド、日本、ヨーロッパ、アメリカの野望、および世界の他国の願望を持続可能な方法で満たすには、地球の生態的な容量はとにかく不十分である」と述べている。
2019年、150以上の国の11,000人以上の科学者によって署名された気候危機に関する警告によれば、経済成長は「資源の過度な採取と生態系の過剰利用」の背後にある推進力であり、「生態圏の長期的な持続可能性を維持するためにはこれを迅速に抑制する必要がある」と述べている。 国際連合の生物多様性と生態系サービスに関する政府間科学政策プラットフォームが発表した「世界的な生物多様性と生態系サービスの評価報告書」は、人間の活動により植物や動物の最大で100万種が絶滅の危機に瀕していると結論づけ、 「より持続可能な将来の政策の鍵となる要素は、グローバルな金融および経済システムの進化であり、現行の経済成長の限られたパラダイムから逸脱し、グローバルな持続可能な経済を構築することである」と述べている。

### 消費主義、計画的陳腐化、富裕層の増加
消費主義は、物品やサービスを必要以上に増加させるよう奨励する社会的および経済的な圧力である。人類は絶え間なく飲食物、衣類や履物、住居、エネルギー、テクノロジー、交通、教育、健康と個人のケア、金融サービス、およびその他の公共サービスなど多大な商品・サービスを消費している。世界銀行によれば、所得に関係なく最も消費されるものは飲食物と衣類であり、 2015年時点で、世界のトップ5の消費市場はアメリカ、日本、ドイツ、中国、およびフランスであった。　これらの商品やサービスを生産するために必要な資源を合理的な水準を超えて消費した場合、それは過剰消費である。発展途上国も急速に過剰消費者国に成長しており、これらの国で起こっている傾向は特に注目される。
計画的陳腐化は一部の消費者製品の過剰消費の重要な原因である。 計画的陳腐化とは、製品を定期的に陳腐化し、消費者が一定頻度で不必要に新しいものに買い換えることを促すため、製品を意図的に短期間で廃棄されるように設計することである。それに加えて一定の期間や使用後に壊れるような製品設計もなされる。ファッションや電子機器、自動車などにおいて広く見られる不要新製品の頻繁な発売は、マーケティングによる消費者意識の操作による意図的陳腐化である。
2020年にNature Communicationsで発表された科学者チームによる論文「豊かさに関する科学者の警告」によれば、第二次世界大戦以来の「資本主義的で成長志向の経済システム」の確立が、豊かさの増加とともに「格差、金融不安定、資源消費、および地球に対する環境圧力の著しい増加」をもたらし、最富裕の市民つまり「超富裕消費者...資本主義クラスの強力な部分と重なる」とされる人々が、世界中での消費パターンによって環境への影響に最も責任を持っているとされている。持続可能な社会と環境の進むべき道は経済成長に固執する旧弊から脱却し富裕者の過剰消費を削減する必要があると著者たちは主張しており、その達成には、資本主義の枠組み内で実施できる改革主義的な政策（特に環境税を通じた富の再分配、”緑の”投資、基本所得保障、および労働時間の短縮）を採用するか、脱成長社会、エコ社会主義、エコアナーキズムに関連するより積極的なアプローチを模索するべきであり、これは「資本主義および/または現在の中央集権的な国家を超える転換を伴うであろう」と述べられている。

### 過剰肉食
過剰消費は生態的フットプリントという概念とも強く関連する。生態的フットプリントは、人間の需要が生物圏へ及ぼす影響を測定するためのリソース計算のフレームワークである。例えば現在、中国の1人当たりの生態的フットプリントはおおよそアメリカの半分程度だが、中国はアメリカの4倍以上の人口を抱えているので、中国がアメリカと同じ過剰消費水準に発展すると世界の消費率はおおよそ倍になると推定される。
人間と人間が食べる家畜は地球上の哺乳類バイオマスの96％に達する　
人間は環境破壊的な集約畜産（魚介類の養殖を含む）と消費を通じて生態的フットプリントを増加させている。人類は年間で約166から200億以上の陸地と水域の動物を食べている。 　2018年に発表されたScienceの研究によると、人口増加と富裕層の増加により食肉消費がさらに増加しこれが温室効果ガスの排出をいっそう増加させ生物多様性を減少させる。 2018年にNatureに発表された研究によれば、農業を最大90%まで持続可能にするためには、食肉の消費を削減する必要がある。　伝統的に植物ベースの食事を取っていた中国やインドなどの人口大国でも肉食が増加する傾向にあり、2022年の見積もりでは人間と人間が食べる家畜は地球上の哺乳類バイオマスの96％に達する。

## 悪影響

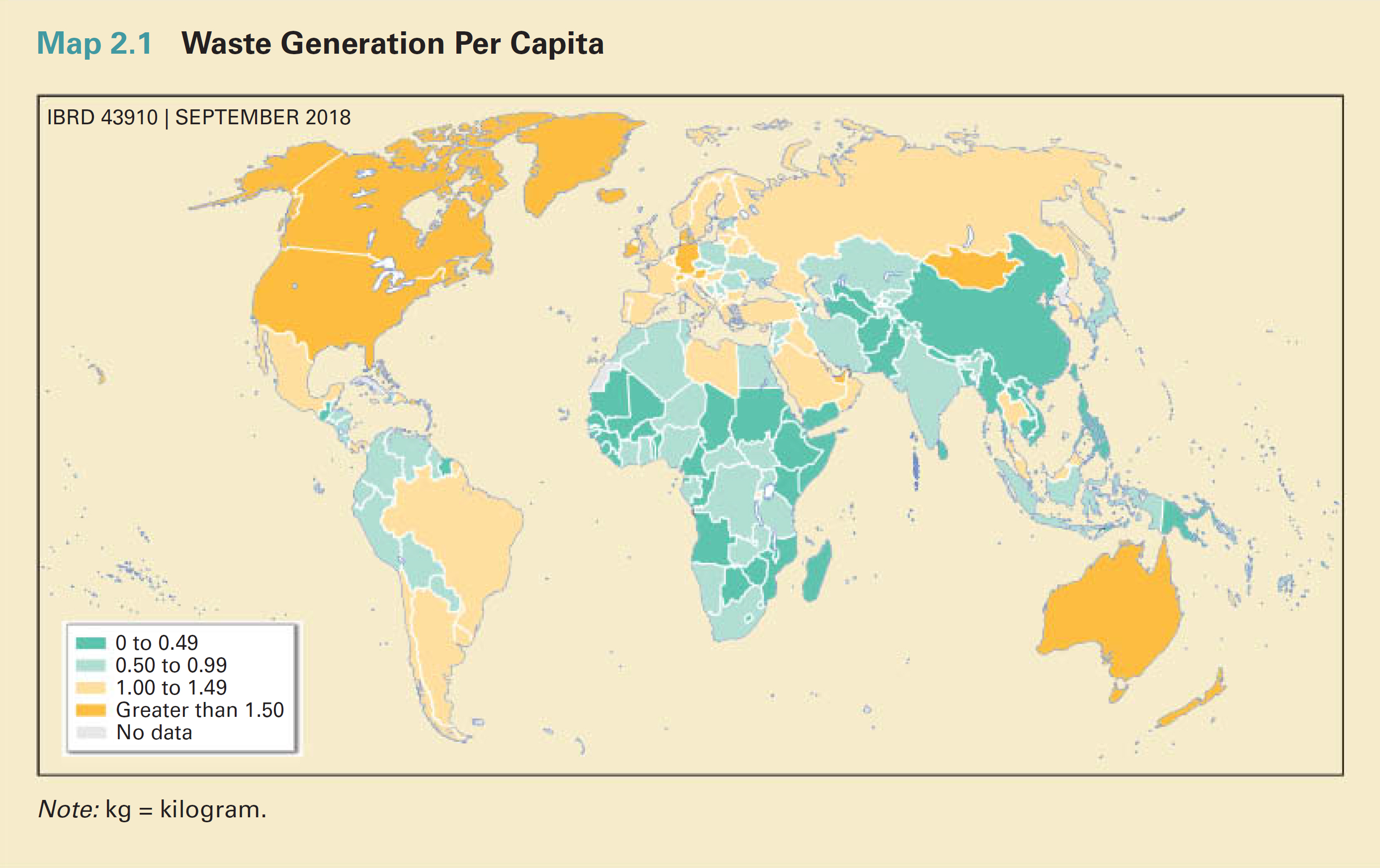
国別の廃棄物生成量、一人一日当たりキログラム単位（2018年）

### 資源の枯渇、環境の劣化、および生態系の健全さの低下
過剰消費の基本的な悪影響の一つは、地球の持続可能な容量の減少である。過剰で持続不能な消費は、その環境の長期的な持続可能容量を超える（生態学的なオーバーシュート）。2020年世界経済フォーラムのウェブサイトで発表された多国籍の科学者チームが発表した研究によれば、過剰消費は持続可能性への最大の脅威であり、生態系の危機を解決するには急激なライフスタイルの変革が必要である。著者の一人であるジュリア・シュタインバーガーによれば、「悪化する気候危機から身を守るためには、不平等を減少させ、富とそれを持つ者が本質的に良いものであるという概念に疑問を投げかけなければならない」。フォーラムのリーダーであるクラウス・シュワブは、「資本主義の大きなリセット」を呼びかけている。
2020年にScientific Reportsに発表された研究は、現在の消費ペースが数十年続く場合人類の完全またはほぼ完全な絶滅を引き起こす可能性を警告し、「即座の懸念事項である戦争や自然災害などの暴力的な出来事の前では、地球資源の過剰消費は致命的な危険としてあまり強く認知されないかもしれないが、これを避けるため人類は経済に支配された文明社会から、生態系の利益を個々の構成要素の利益よりも優先し、最終的には総合的な共同体の利益に合致する文化社会に移行すべき」としている。　
国連環境計画の国際資源パネルは2010年に、消費と生産の影響に関する初の世界的な科学的評価を公表した。それによると最も重要な影響は生態系と人間の両方の健康、および資源枯渇に関連している。生産活動では、化石燃料の使用、農業と漁業が最も大きい影響を与え、最終消費の観点からは、移動、住居、食品、およびエネルギー使用製品に関連する世帯消費が消費ライフサイクルの影響の大部分を引き起こしていると結論づけた。 IPCC第五次評価報告は、現行の政策を改めない限り、2100年までに人間の消費は2010年の7倍になると見積もった。
過剰消費が拡大すると経済の衰退と金融不安の増加につながる可能性がある。 過剰消費は特定の階級の存在を可能にするという意見もあれば、それに反対する意見もある。 人口、開発、貧困などの要素がどのように過剰消費と作用するかは複雑で、この複雑性のため経済的な不平等における消費の役割を明確にするのは難しい。　 
長期的には、過剰消費がその消費される資源に関する紛争の増加や、 最悪の場合にはマルサス大惨事につながる可能性がある。Earth Policy Instituteのレスター・ブラウンは、「現在の消費水準を維持するには1.5個の地球が必要だ。環境的には世界はオーバーシュート状態にある」と述べている。　2012年時点でアメリカだけで世界の資源の30％を使用しており、 シエラクラブのデイブ・ティルフォードによれば、アメリカは世界の5％未満の人口で、世界の紙の1/3、石油の1/4、石炭の23％、アルミニウムの27％、および銅の19％を消費している。 世界銀行の研究によれば1人1年当たりアメリカは16.5トンもの二酸化炭素を排出しているのに対し、エチオピアは0.1トンである。　
世界人口の大部分を占める発展途上国でも新しい消費市場が拡大している。もし世界中がアメリカ並みに二酸化炭素排出をすると３つないし５つの地球が必要になるとされている。この地球５つが必要の見積もりは以下のように算出された。2018年でアメリカの生態的フットプリントは 1人あたり8.1 地球ヘクタール(gha)、世界の生物生産能力は1人あたり1.6 ghaなので、世界中の人類がアメリカ人と同じ過剰消費をすると (8.1/ 1.6) = 5.1 個の地球が必要となる。
同様にして各国がその時点での生活レベルを継続するにはその当事国がいくつ必要かの見積もりもなされている。例えば日本では生態的フットプリントは1人あたり4.6 gha（アメリカの上記二酸化炭素排出量を用いて換算すると（4.6/ 8.1) x 16.5 = 9.4トンの二酸化炭素排出量）、日本の生物生産能力は1人あたりわずか0.6 ghaなので、日本国民が今のままの過剰消費生活を続けるには（4.6/0.6） = 7.8国の日本が必要となる。　

### 肥満

各国別の肥満男性人率（2008年）- 濃いオレンジ色の領域ほど肥満人の割合が多い。

ランセット委員会の報告書は次のように記している。「これまで栄養不足と肥満は、摂取カロリーが少なすぎるか食べ過ぎであるかの対照的なものと見られてきた。実際にはこれらは両方とも、経済成長に焦点を当てた不健康で不平等な食品システムによるものであり、そこではその結果として生じる健康と平等への悪影響は無視されている。気候変動も利益や権力と同じ話だ。」
肥満は古代ローマ時代にもすでにあった人間（および人間により飼育されている一部の生物）に特有のことであり、大半は食べ過ぎ（＝食物の過剰消費）と運動不足が原因であり、その影響は歴史を通じて徐々に拡大した。 健常であるにもかかわらず徒歩圏内へ自動車を運転するような怠惰な生活習慣は本人と地球の両方の健康に害を及ぼす。　2012年時点では、肥満による死亡者数は飢餓による死亡者数の3倍であり、2017年までに年間280万人に達した。　

## 対策
2021年Frontiers in Conservation Scienceに発表された研究によれば、過剰消費の要因は主に「豊かさ」と人口の増加であり、現行の消費悪習慣ならびに出生率を抑制する政策で軽減できるかもしれないと述べている。　国連の持続可能な開発目標12の「持続可能な消費と生産」は、過剰消費の負荷を減らすことを目指す主要な国際的政策手段である。2022年の気候調査に対する回答者のうち、56%（30歳以下の者では62%）が気候に悪影響を及ぼす消費を制限するための炭素予算制度を支持している。　
過剰消費の問題に対する最も明白な解決策は、単純に資源の無駄遣いをやめることである。過剰消費を止めるための運動やライフスタイルの選択としては、反消費主義、フリーガニズム、グリーンエコノミクス、生態学的経済学、脱成長、倹約、ダウンシフティング、シンプルライフ・ミニマリズム、スロームーブメント、サステナブルファッションなどがある。多くの人はこれらの運動の最終目標は、消費のペースが健康と環境に最適な状態である「定常的経済」に到達することとしている。　資本主義の観点からは消費の減少は経済を減速させるため、再生可能エネルギーやリサイクル技術などの新しい産業を奨励し、経済的な負担を軽減できるようにする必要がある。
最近の草の根運動では、私たちが消費する商品の数を減らすための創造的な方法が提案されている。フリーサイクル・ネットワークは、コミュニティ内の人々が物品を物品またはサービスと交換することを意欲的に行うネットワークで、サステナブルな消費の新しい形であり、両当事者に利益をもたらす。
ザイトガイスト・ムーブメントなどの他の研究者や運動は、資源の消費を減少させるため、生産の構造的な効率向上、協力と地域性の増加、効果的な共有、拡張可能性の向上、持続可能性、製品の最適設計などを通じた新しい社会経済モデルを提案している。　それには、消費者が市場を介して企業に持続可能な製造と製品を奨励することが含まれている。
過剰消費への対策の一環として2024年7月18日EUは、域内市場に流通する製品の環境要件を定める「持続可能な製品のためのエコデザイン規則（ESPR）」を施行した。そこでは食品や医薬品などを除くほぼ全ての製品を対象に一連のデザイン要件が設定されており、衣類・家具・電子機器や、自動車のタイヤに至るまであらゆる新製品について、修理（Repair）・リサイクル（Recycle）・再利用（Reuse）が容易な設計へ変更することを強制している。売れ残った消費財が廃棄されるのを防ぐ枠組みの創設も今後定める。
消費を減らす別の方法は、世界中で家族計画意識を向上させ人口爆発を抑制することである。2011年に70億人だった世界人口は2021年には78億人を超えており、最近わずか10年で10％以上も増加した。この世界的な人口爆発は気候変動緩和の上での課題とみなされている。　特に発展途上国では2億人以上の女性が家族計画実施に十分なアクセスを持っていない。 発展途上国での女性の権利拡大もより適切な家族計画を奨励する。

## 引用
1. ↑  Kjellberg, H. (2008). Market practices and over‐consumption. Consumption, Markets, and Culture, 11(2), 151-167.
2. ↑  Merriam-Webster definition of overconsumption includes this example: "overconsumption of alcohol".https://www.merriam-webster.com/dictionary/overconsumption
3. ↑   Making peace with nature: a scientific blueprint to tackle the climate, biodiversity and pollution emergencies. Nairobi, Kenya: United Nations Environment Programme (UNEP). (18 February 2021). ISBN 978-92-807-3837-7 2021年3月11日閲覧。  Job no DEW/2335/NA.  See document for conditions of reuse.
4. 1 2  Bradshaw, Corey J. A.; Ehrlich, Paul R.; Beattie, Andrew; Ceballos, Gerardo; Crist, Eileen; Diamond, Joan; Dirzo, Rodolfo; Ehrlich, Anne H. et al. (2021). “Underestimating the Challenges of Avoiding a Ghastly Future”. Frontiers in Conservation Science 1. doi:10.3389/fcosc.2020.615419.
5. ↑  Ceballos, Gerardo; Ehrlich, Paul R; Dirzo, Rodolfo (23 May 2017). “Biological annihilation via the ongoing sixth mass extinction signaled by vertebrate population losses and declines”. PNAS 114 (30):  E6089–E6096. doi:10.1073/pnas.1704949114. PMC 5544311. PMID 28696295. "Much less frequently mentioned are, however, the ultimate drivers of those immediate causes of biotic destruction, namely, human overpopulation and continued population growth, and overconsumption, especially by the rich. These drivers, all of which trace to the fiction that perpetual growth can occur on a finite planet, are themselves increasing rapidly."
6. ↑  Ceballos, Gerardo; Ehrlich, Paul R.; Barnosky, Anthony D.; García, Andrés; Pringle, Robert M.; Palmer, Todd M. (2015). “Accelerated modern human–induced species losses: Entering the sixth mass extinction”. Science Advances 1 (5):  e1400253. Bibcode: 2015SciA....1E0253C. doi:10.1126/sciadv.1400253. PMC 4640606. PMID 26601195. ""All of these are related to human population size and growth, which increases consumption (especially among the rich), and economic inequity.""
7. ↑  Diamond, Jared (2008年1月2日). “Opinion | What’s Your Consumption Factor?” (英語). The New York Times. ISSN 0362-4331 2023年12月14日閲覧。
8. ↑  Richard Dobbs, James Manyika, Jonathan Woetzel, Jaana Remes, Jesko Perrey, Greg Kelly, Kanaka Pattabiraman, and Hemant Sharma. (2016, March). Urban world: The global consumers to watch. Retrieved November 05, 2017, from https://www.mckinsey.com/global-themes/urbanization/urban-world-the-global-consumers-to-watch
9. ↑  “COP26: How can an average family afford an electric car? And more questions” (英語). BBC News. (2021年10月18日) 2023年10月26日閲覧。
10. ↑  Beuret, Nicholas (2019年4月10日). “Emissions inequality—a gulf between global rich and poor” (英語). 2023年10月26日閲覧。
11. ↑  Westlake, Steve (2019年4月11日). “Climate change: yes, your individual action does make a difference” (英語). The Conversation. 2023年10月26日閲覧。
12. ↑  Wolf, Christopher; Ripple, William J.; Crist, Eileen (2021-09-01). “Human population, social justice, and climate policy” (英語). Sustainability Science 16 (5):  1753-1756. doi:10.1007/s11625-021-00951-w. ISSN 1862-4057.
13. ↑  University, Oregon State. “Socially just population policies can mitigate climate change and advance global equity” (英語). phys.org. 2023年10月26日閲覧。
14. ↑  Tian, Peipei; Zhong, Honglin; Chen, Xiangjie; Feng, Kuishuang; Sun, Laixiang; Zhang, Ning; Shao, Xuan; Liu, Yu et al. (2024-11). “Keeping the global consumption within the planetary boundaries” (英語). Nature 635 (8039):  625–630. doi:10.1038/s41586-024-08154-w. ISSN 1476-4687.
15. ↑  “How much growth is required to achieve good lives for all? Insights from needs-based analysis”. 2025年1月9日閲覧。
16. ↑  “必要な資源は「現状の30%」だけ。世界85億人の生活水準の適正化が可能と研究で判明 | 世界のソーシャルグッドなアイデアマガジン | IDEAS FOR GOOD” (2024年9月2日). 2025年1月9日閲覧。
17. ↑  Biologists say half of all species could be extinct by end of the century. The Guardian. February 25, 2017.
18. ↑  Li, J., & Yu, K. (2011). A study on legislative and policy tools for promoting the circular economic model for waste management in China. Journal of Material Cycles and Waste Management, 13(2), 103-112.
19. ↑  Gao, J., & Tian, M. (2016). Analysis of over-consumption of natural resources and the ecological trade deficit in China based on ecological footprints. Ecological Indicators, 61, 899-904.
20. ↑  Pan, J. (2012). From industrial toward ecological in China. Science, 336(6087), 1397-1397.
21. ↑  Renner, Michael (January 2006). “Chapter 1: China, India, and the New World Order”. State of the world 2005: A Worldwatch Institute Report on progress toward a sustainable society.. New York: W.W. Norton. ISBN 0-393-32666-7. OCLC 57470324 2009年9月14日閲覧。
22. ↑  Ripple, William J.; Wolf, Christopher; Newsome, Thomas M; Barnard, Phoebe; Moomaw, William R (November 5, 2019). “World Scientists' Warning of a Climate Emergency”. BioScience 70:  8–12. doi:10.1093/biosci/biz088. hdl:1808/30278 2020年9月1日閲覧。.
23. ↑  Carrington, Damian (2019年11月5日). “Climate crisis: 11,000 scientists warn of 'untold suffering'”. The Guardian 2020年9月1日閲覧。
24. ↑  Stokstad, Erik (2019年5月5日). “Landmark analysis documents the alarming global decline of nature” (英語). Science.  AAAS. 2020年9月1日閲覧。
25. ↑  Blest, Paul (2019年5月6日). “The Planet Is Going Extinct and the People in Power Don't Seem to Care”. Splinter News 2020年9月1日閲覧。
26. ↑  The World Bank Group - www.worldbank.org. (n.d.). The developing world’s 4.5 billion low-income people already have a $5 trillion market. Retrieved November 05, 2017, from http://datatopics.worldbank.org/consumption/market
27. ↑  The 25 Largest Consumer's Markets ... And The Outlook For 2015. (n.d.). Retrieved November 05, 2017, from https://www.internationalbusinessguide.org/25-largest-consumers-markets-outlook-2015/
28. ↑  "The Story of Stuff" – via www.youtube.com.
29. ↑  Kuppelweiser, Volker G; Klaus, Phil; Manthiou, Aikaterini; Boujena, Othman (March 2019). “Consumer Responses to planned obsolescence”. Journal of Retailing and Consumer Services 47:  157–165. doi:10.1016/j.jretconser.2018.11.014.
30. ↑  Wiedmann, Thomas; Lenzen, Manfred; Keyßer, Lorenz T.; Steinberger, Julia K. (2020). “Scientists' warning on affluence”. Nature Communications 11 (3107):  3107. Bibcode: 2020NatCo..11.3107W. doi:10.1038/s41467-020-16941-y. PMC 7305220. PMID 32561753.
31. ↑  “Overconsumption and growth economy key drivers of environmental crises” (Press release). Phys.org.   University of New South Wales. 2022年12月22日閲覧。
32. ↑  Dalton, Jane (2020年8月26日). “Go vegetarian to save wildlife and the planet, Sir David Attenborough urges”. The Independent.  オリジナルの2022年5月24日時点におけるアーカイブ。 2021年2月9日閲覧。
33. ↑  Diamond, Jared: (2008-01-02). "What's Your Consumption Factor?" The New York Times
34. ↑  Best, Steven (2014). The Politics of Total Liberation: Revolution for the 21st Century. Palgrave Macmillan. pp. 97, 160. doi:10.1057/9781137440723. ISBN 978-1137471116
35. ↑  Benatar, David (2015). “The Misanthropic Argument for Anti-natalism”. In S. Hannan; S. Brennan; R. Vernon. Permissible Progeny?: The Morality of Procreation and Parenting. Oxford University Press. p. 44. doi:10.1093/acprof:oso/9780199378111.003.0002. ISBN 978-0199378128
36. ↑  Devlin, Hannah (2018年7月19日). “Rising global meat consumption 'will devastate environment'”. The Guardian 2018年7月26日閲覧。
37. ↑  Godfray, H. Charles J.; Aveyard, Paul (2018). “Meat consumption, health, and the environment”. Science 361 (6399). Bibcode: 2018Sci...361M5324G. doi:10.1126/science.aam5324. PMID 30026199.
38. ↑  Willett, Walter; Rockström, Johan; Tilman, David; Godfray, H. Charles J.; Fanzo, Jess; Loken, Brent; Rayner, Mike; Scarborough, Peter et al. (October 2018). “Options for keeping the food system within environmental limits”. Nature 562 (7728):  519–525. Bibcode: 2018Natur.562..519S. doi:10.1038/s41586-018-0594-0. ISSN 1476-4687. PMID 30305731.
39. ↑  “Wild mammals make up only a few percent of the world’s mammals”. Our World in Data. 2023年12月20日閲覧。
40. ↑  “This is now the world's greatest threat – and it's not coronavirus”. World Economic Forum (2020年7月21日). 2020年8月5日閲覧。
41. ↑  “Theoretical Physicists Say 90% Chance of Societal Collapse Within Several Decades”. Vice (2020年7月28日). 2020年8月9日閲覧。
42. ↑  Bologna, Mauro; Aquino, Gerardo (2020-05-06). “Deforestation and world population sustainability: a quantitative analysis”. Scientific Reports 10 (1):  7631. arXiv:2006.12202. Bibcode: 2020NatSR..10.7631B. doi:10.1038/s41598-020-63657-6. PMC 7203172. PMID 32376879.
43. ↑  Assessing the Environmental Impacts of Consumption and Production: Priority Products and Materials Archived 13 May 2016 at the Portuguese Web Archive 2010, International Resource Panel, United Nations Environment Programme
44. ↑  Pachauri, R.K.; Meyer, L.A. (2014). Climate Change 2014: Synthesis Report. Contribution of Working Groups I, II and III to the Fifth Assessment Report of the Intergovernmental Panel on Climate Change. Geneva, Switzerland: IPCC. p. 24 2020年5月10日閲覧。
45. ↑  “World needs to stabilise population and cut consumption, says Royal Society”. The Guardian (2012年4月25日). 2018年5月6日閲覧。
46. ↑  Nierenberg, Danielle. State of the World 2006: a Worldwatch Institute report on progress toward a sustainable society. New York; London: W.W. Norton. OCLC 62865904
47. ↑  Smith, R. (1993). “Overpopulation and overconsumption”. BMJ 306 (6888):  1285–1286. doi:10.1136/bmj.306.6888.1285. PMC 1677767. PMID 8518566 2018年5月6日閲覧。.
48. ↑  Effects of Over-Consumption and Increasing Populations. 26 September 2001. Retrieved on 19 June 2007
49. ↑  Brown, Lester R. (2011). World on the Edge: How to Prevent Environmental and Economic Collapse. Earth Policy Institute. Norton. p. 7. ISBN 978-1136540752
50. ↑  “Use It and Lose It: The Outsize Effect of U.S. Consumption on the Environment”. Scientific American. (2012年9月14日)
51. ↑  “Bernie Sanders in climate change 'population control' uproar”. BBC News. (2019年9月5日)
52. ↑  “About” (英語). One Planet network (2021年6月19日). 2023年12月20日閲覧。
53. 1 2  “How many Earths? How many countries?” (英語). Earth Overshoot Day. 2023年12月20日閲覧。
54. ↑  Willett, Walter; Rockström, Johan; Loken, Brent; Springmann, Marco; Lang, Tim; Vermeulen, Sonja; Garnett, Tara; Tilman, David; DeClerck, Fabrice; Wood, Amanda; others (2019). “Food in the Anthropocene: the EAT:Lancet Commission on healthy diets from sustainable food systems”. The lancet (Elsevier) 393 (10170):  447-492. doi:10.1016/S0140-6736(18)31788-4.
55. ↑  Rosane, Olivia (2019年1月29日). “Experts Issue Urgent Call to Act on Triple Threat of Obesity, Malnutrition and Climate Change”. Ecowatch 2019年8月16日閲覧。
56. ↑  “Vested Interests & Misplaced Economic Incentives Drive Obesity, Undernutrition & Climate Change, Lancet Report Finds - Health Policy Watch” (英語) (2019年1月28日). 2023年12月20日閲覧。
57. ↑  Haslam, D. (19 February 2007). “Obesity: a medical history”. Obesity Reviews 8 (s1):  31–36. doi:10.1111/j.1467-789X.2007.00314.x. PMID 17316298.
58. ↑  Blondel, Benoît; Mispelon, Chloé; Ferguson, Julian (November 2011). Cycle more Often 2 cool down the planet. European Cyclists' Federation.  オリジナルの17 February 2019時点におけるアーカイブ。 2019年4月16日閲覧。
59. ↑  Quam, Vivian G. M.; Rocklöv, Joacim; Quam, Mikkel B. M.; Lucas, Rebekah A. I. (2017). “Assessing Greenhouse Gas Emissions and Health Co-Benefits: A Structured Review of Lifestyle-Related Climate Change Mitigation Strategies”. International Journal of Environmental Research and Public Health 14 (5):  468. doi:10.3390/ijerph14050468. PMC 5451919. PMID 28448460.
60. ↑  “10 facts on obesity”. World Health Organization. 2019年11月14日閲覧。
61. ↑  “Sustainable consumption and production | Department of Economic and Social Affairs”. sdgs.un.org. 2023年12月20日閲覧。
62. ↑  “2022-2023 EIB Climate Survey, part 2 of 2: Majority of young Europeans say the climate impact of prospective employers is an important factor when job hunting” (英語). EIB.org. 2023年3月22日閲覧。
63. ↑  Kerschner, Christian (10 November 2009). “Economic de-growth vs. steady-state economy”. Journal of Cleaner Production 18 (2010) 2019年9月6日閲覧。.
64. ↑  “The Freecycle Network”. www.freecycle.org. 2017年5月18日閲覧。
65. ↑  The Zeitgeist Movement - Frequently Asked Questions Archived 2012-08-15 at the Wayback Machine. Retrieved on 6 May 2014
66. ↑  José G.B　Derraik (2002). “The pollution of the marine environment by plastic debris: a review”. Marine Pollution Bulletin 44 (9):  842-852. doi:10.1016/S0025-326X(02)00220-5. ISSN 0025-326X.
67. ↑  “Ecodesign for Sustainable Products Regulation - European Commission” (英語). commission.europa.eu. 2024年10月21日閲覧。
68. ↑  “サステナブルな製品を当たり前に――EUが施行した「新エコデザイン規則」が企業に与える影響とは”. サステナブル・ブランド ジャパン | Sustainable Brands Japan (2024年8月20日). 2024年10月21日閲覧。
69. ↑  “EUのエコデザイン規則、7月18日から施行(EU) | ビジネス短信 ―ジェトロの海外ニュース”. ジェトロ. 2024年10月21日閲覧。
70. ↑  Laubichler, Manfred (2022年11月3日). “8 billion humans: How population growth and climate change are connected as the 'Anthropocene engine' transforms the planet” (英語). The Conversation. 2023年10月28日閲覧。
71. ↑  “The Benefits of Investing in International Family Planning—and the Price of Slashing Funding”. Guttmacher Institute (2017年7月20日). 2019年1月23日閲覧。